# Buchten

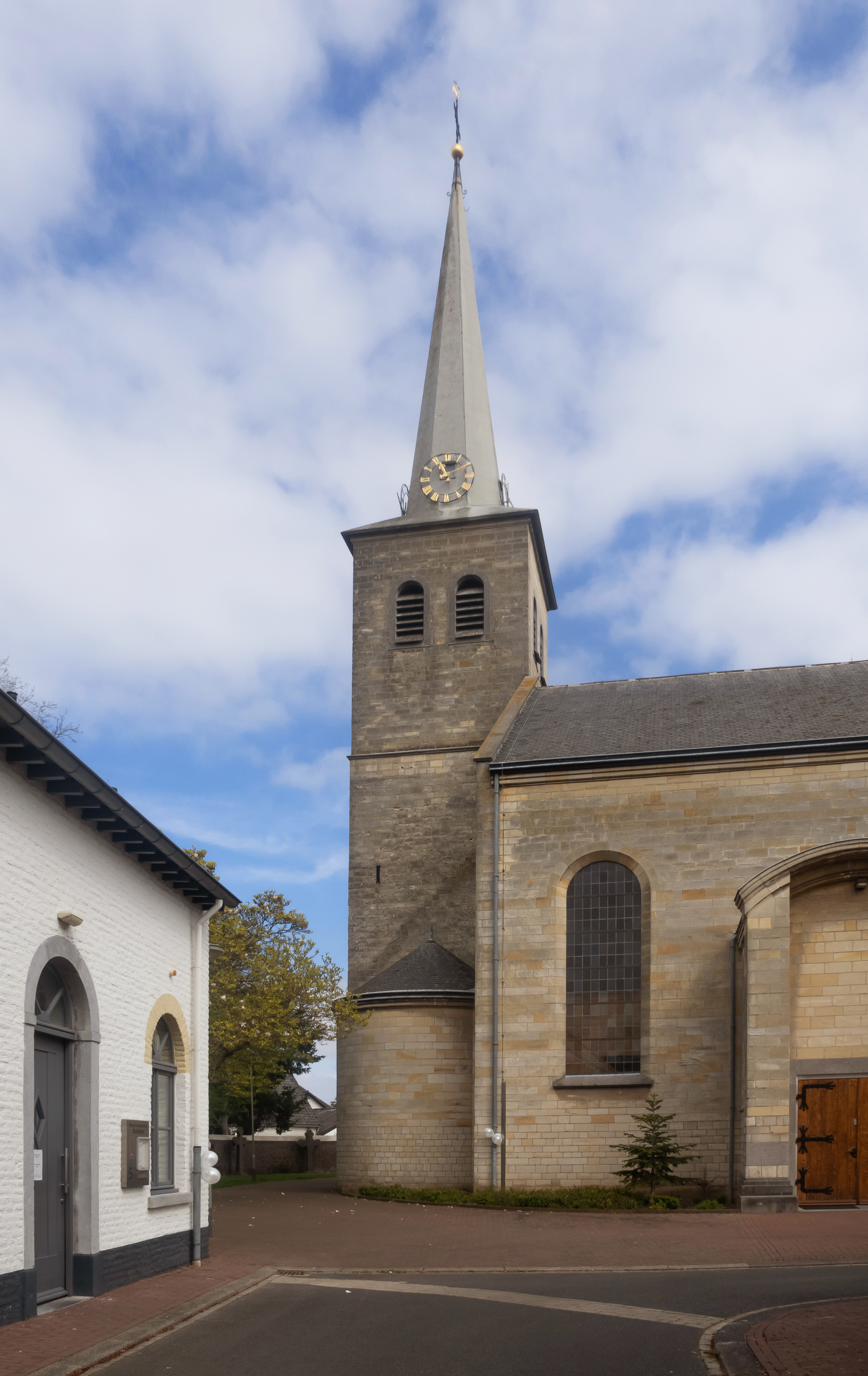
L'église: de Sint Catharinakerk

Buchten, en limbourgeois Buchte, est un village néerlandais situé dans la commune de Sittard-Geleen, dans la province du Limbourg néerlandais. Le 1er janvier 2007, le village comptait 2 140 habitants.